# Megaselia imitatrix
Megaselia imitatrix är en tvåvingeart som beskrevs av Borgmeier 1969. Megaselia imitatrix ingår i släktet Megaselia och familjen puckelflugor. Inga underarter finns listade i Catalogue of Life.